# Lassen Volcanic National Park
Lassen Volcanic National Park er en nationalpark i delstaten California, USA. Parken blev etableret 9. august 1916 og er på 429 km². De vigtigste naturattraktioner i nationalparken er det vulkanske bjerg Lassen Peak og landskabet rundt omkring det. Ud over vulkanen  har parken hydrotermiske områder, herunder fumaroler, huller med kogende vand og damp fra undergrunden, opvarmet af flydende klippe under bjergtoppen.
Den vulkanske aktivitet i området skyldes, at Gordapladen presses under den  Nordamerikanske Plade (se også San Andreas-forkastningen). Området er et af de få områder i verden, hvor der findes fire forskellige typer vulkaner: lavakuppel, skjoldvulkan, keglevulkan og stratovulkan.
Europæerne, som kom til området i 1800-tallet, brugte bjerget som landemærke. En af de første indvandrere var en dansk smed ved navn Peter Lassen, som bosatte sig i Nordcalifornien i 1830'erne. Lassen Peak er opkaldt efter ham. 
Området, hvor nationalparken ligger i dag, fik  først navnet Lassen Peak Forest Preserve. Lassen Peak blev erklæret som et National Monument i maj 1907 af daværende præsident Theodore Roosevelt. 104.594 hektar af parken regnes som vildmark. National Park Service forvalter vildmarken i tråd med Wilderness Act fra 1964.
Fra maj 1914 og frem til 1921 var der en række både små og store udbrud fra vulkanen i nationalparken. Der blev skabt et nyt krater og udspyet lava og en del aske. På grund af forhåndsadvarsler om, at vulkanen ville gå i  udbrud, blev ingen dræbt, men flere huse i området blev ødelagt. Det var på grund af  udbruddene, at området blev erklæret som nationalpark i 1916.